# Власово (Липовское сельское поселение)
Вла́сово — деревня в Кирилловском районе Вологодской области.
Входит в состав Липовского сельского поселения, с точки зрения административно-территориального деления — в Липовский сельсовет.
Расстояние до районного центра Кириллова по автодороге — 12 км, до центра муниципального образования Вогнемы по прямой — 8 км. Ближайшие населённые пункты — Ермаково, Лимоново, Приозерье.
По переписи 2002 года население — 10 человек.